# IP телефон
Internet Voice технологија, позната и као (енгл. "Voice over Internet Protocol (VoIP)"), или, у преводу, "глас преко Интернет протокола", показала је у последњих годину дана да би могла да постане озбиљан конкурент конвенционалној телефонији. ВоИП телефони користе различите протоколе попут Session Initiation Protocol (SIP) или Skinny Client Control Protocol (SCCP) којег користи Скајп.

## Принцип рада
ВоИП технологија омогућава обављање телефонских позива употребом тзв. броадбенд Интернет везе (Интернет велике брзине), уместо регуларне - аналогне - телефонске линије. Неки ВоИП сервиси омогућавају позивање само корисника истих сервиса, док други, напреднији, омогућавају и позивање свих локалних, међународних или мобилних телефонских бројева. Исто тако, док неки сервиси раде само преко рачунара или специјалних ВоИП телефона, постоје сервиси са којима могу да се користе и класични телефони преко специјалног адаптера.
Принцип рада технологије је релативно једноставан: аудио информација се разбија у ИП пакетиће и усмерава преко Интернета или приватне мреже, да би се на пријемном крају поново дешифровала у аудио сигнал. Употреба је изузетно једноставна, нарочито ако се користе услуге компаније Скајп, а позиви су шифровани "са- краја-на-крај", како би се сачувала приватност разговора.
Неопходно је да корисник поседује Интернет везу велике брзине, што се може остварити преко кабловског модема или брзинских сервиса као што су ДСЛ и ЛАН. Корисник може да прикључи на рачунар јефтини микрофон и обичне звучнике или да употреби обичан телефон повезан на адаптер. У последње време појавио се велики број нових телефона који су ВоИП технологију учинили заиста практичном. Тако се, поред класичних модела, већ могу наћи и бежични ВоИП телефони.

## ВоИП Историјат
Још од раних почетака развоја Интернета (осамдесетих година прошлог века) уочено је да корисници овај нови вид умрежавања рачунара највише користе у сврхе комуникације. Тај тренд се и каснијом експанзијом развоја интернета одржао до данашњих дана. Истраживања показују, да и данас као и пре десетак година преко 90% корисника интернета користи у сврхе комуникације, а преосталих 10% као претраживање (популарно названо сурфовање) или размену подака било у личне или пословне сврхе. У првим данима интернета комуникација се одвијала путем електронске поште, а одмах затим и путем ИРЦ-а (енгл. Internet Relay Chat servisa) тј. комуникације у реалном времену путем куцања порука које се размењују са тренутно активним корисницима. Почетком деведесетих година прошлог века тај вид комуникације, а највише заслугом појављивања напредних оперативних система типа Windows 95, се пренео и на комуникацију гласом и сликом (wеб камере) путем разних сервиса (најраспрострањенији је тада био Microsoft Netmeeting). Но, недовољно развијена инфраструктура, као и слаб проток података (мала брзина протока) су довели до тога да је овај вид комуникације био практично доступан само корисницима у развијеним земљама света.
1996. године су многи независни произвођачи електронских компоненти схватили да је и постојећи вид брзине протока података довољан уколико се постигне бољи ниво компресије звука људског гласа. Тако да су се тада многе компаније (Тексас Инструментс, Циско, Моторола, Интел и сл.) укључиле у развој ове технологије. Како се квалитет транспорта људског гласа путем Интернет Протокола (Voice Over Internet Protokol или ВоИП) побољшавао, многи провајдери услуга телекомуникација су брзо схватили предност нових технологија. Тако да су се већ тада телефонски позиви из нпр. Европе конвертовали у ВоИП и као интернет податак преносли до сервера који је најближи бираној дестинацији, а тада би се поново конвертовали у телефонски позив. На овај начин вршене су велике уштеде у комуникацији, а то је био и додатни подстицај за развој ове технологије.

## Предности у односу на класичну телефонију
ВоИП користи постојећу интернет инфраструктуру. Сигнал се са аналогног телефона претвара у дигитални податак. Кад корисник позове инострани број, систем приступа најближој централи, где се опет конвертује у глас и претвара у локални позив. Служећи се ВоИП-ом, дакле, корисници увек "остају" у локалу.

## Елементи ВоИп телефона
- Физички хардвер
- DNS клијент
- STUN клијент
- DHCP клијент (није увек у употреби)
- Начин сигнализације (SIP, H.323, Skinny, Скајп, и други)
- RTP сигнализација
- Кодекси
  - Аудио
    - G.711
    - ГСМ
    - iLBC
    - Speex
    - G.729
    - G.722
    - G.722.2 (AMR-WB)
    - други аудио кодекси

  - Видео
    - H.263
    - H.263+
    - H.264
- Кориснички интерфејс